# Cascina Milano
La Cascina Milano è una delle architetture che si trovano all'interno del Parco di Monza.